# Vermutung des einsamen Läufers

Ein Beispiel für die "Einsamer Läufer"-Vermutung mit sechs Läufern.

Als Vermutung des einsamen Läufers (auch Lonely Runner Vermutung) wird in der Zahlentheorie und insbesondere in der diophantischen Approximation eine ursprünglich von Jörg Wills im Jahr 1967 geäußerte Vermutung bezeichnet. Ihren Namen erhielt die Vermutung des einsamen Läufers 1998 von Luis Goddyn. Anwendungen hat die Vermutung zum Beispiel in der Approximation von irrationalen Zahlen durch rationale Zahlen, aber auch in der Graphentheorie. Die Vermutung ist noch ungelöst, was ihr, zusammen mit der allgemeinverständlichen Formulierbarkeit, eine gewisse Bekanntheit verschafft hat.

## Formulierung
Auf einer Kreisbahn der Länge Eins bewegen sich {\displaystyle k} Läufer. Bei {\displaystyle t=0} befinden sich alle Läufer an derselben Position und beginnen zu laufen, ihre Geschwindigkeiten seien paarweise verschieden und konstant. Ein Läufer heißt "einsam" zur Zeit {\displaystyle t}, wenn er zur Zeit {\displaystyle t} eine Distanz von mindestens {\displaystyle 1/k} zu jedem anderen Läufer hat.
Vermutung: Jeder Läufer ist irgendwann einsam.
Es gibt verschiedene alternative Darstellungen des Problems. Insbesondere genügt es zu zeigen, dass die Vermutung für Geschwindigkeiten, welche ganzzahlig und positiv sind, gültig ist, deren größter gemeinsamer Teiler Eins ist – daraus folgt die Gültigkeit für alle Geschwindigkeiten.

## Bekannte Resultate
Für {\displaystyle 0<k\leq 7} wurde die Vermutung bewiesen, für {\displaystyle k>7} steht ein Beweis noch aus.
| k | Jahr des Beweises | bewiesen von                                                              | Kommentar                                                      |
| - | ----------------- | ------------------------------------------------------------------------- | -------------------------------------------------------------- |
| 1 | -                 | -                                                                         | offensichtlich                                                 |
| 2 | -                 | -                                                                         | offensichtlich                                                 |
| 3 | 1967              | Wills                                                                     |                                                                |
| 4 | 1972              | Betke und Wills                                                           |                                                                |
| 5 | 1984              | Cusick und Pomerance (1984), Bienia, Gvodzjak, Goddyn, Sebö, Tarsi (1998) | Der Beweis von 1998 ist wesentlich einfacher als der von 1984. |
| 6 | 2001              | Bohman, Holzman, Kleitman (2001), Renault (2004)                          | Der Beweis von 2004 ist einfacher als der von 2001             |
| 7 | 2008              | Barajas und Serra                                                         |                                                                |

Im Jahr 1967 zeigte Wills, dass jeder Läufer "ein bisschen einsam" sein wird, nämlich mit dem Abstand {\displaystyle {\tfrac {1}{2(k-1)}}} um sich herum. Auch für spezielle Geschwindigkeiten ist die Theorie verifiziert worden.